# 身體穿洞

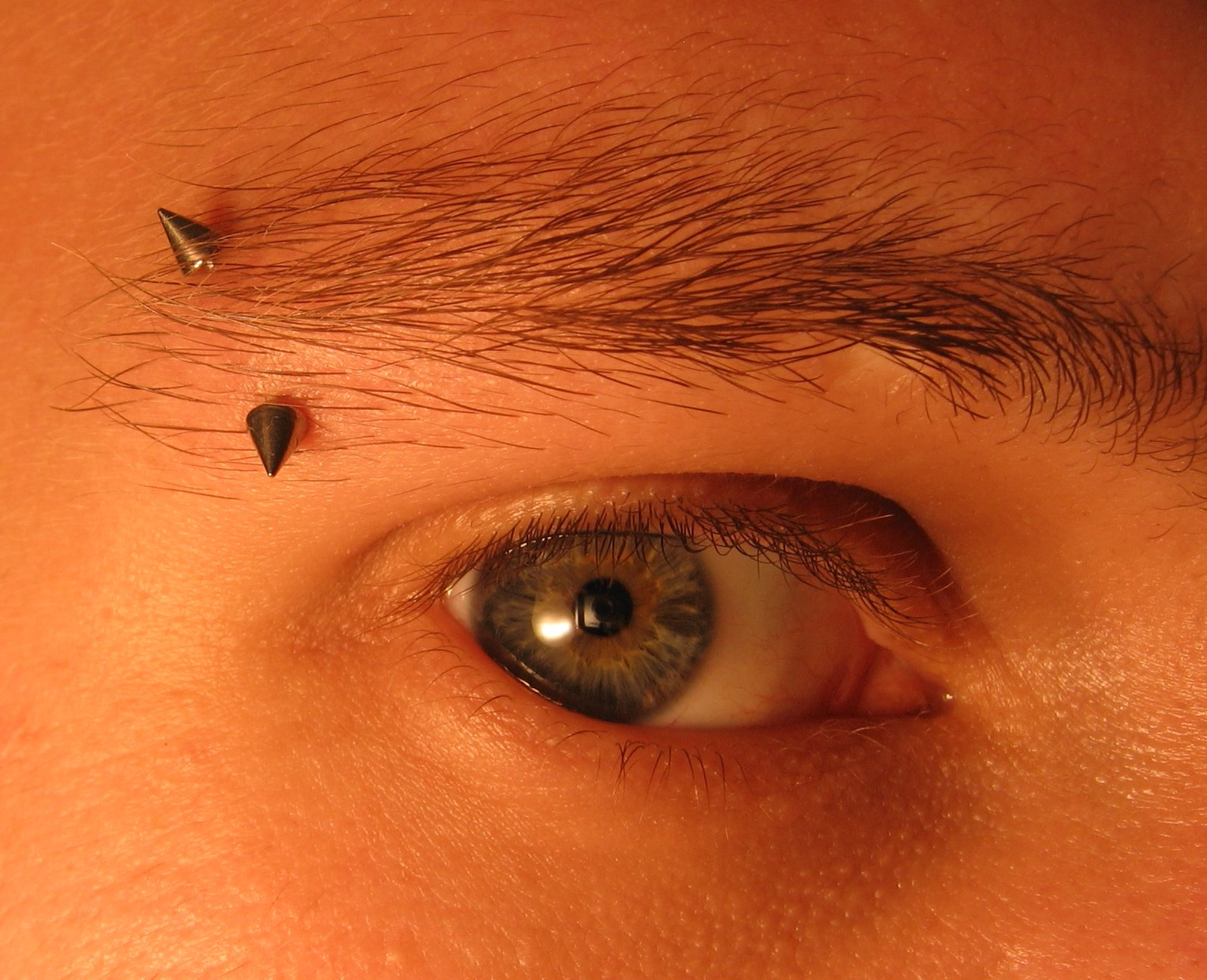
眉環

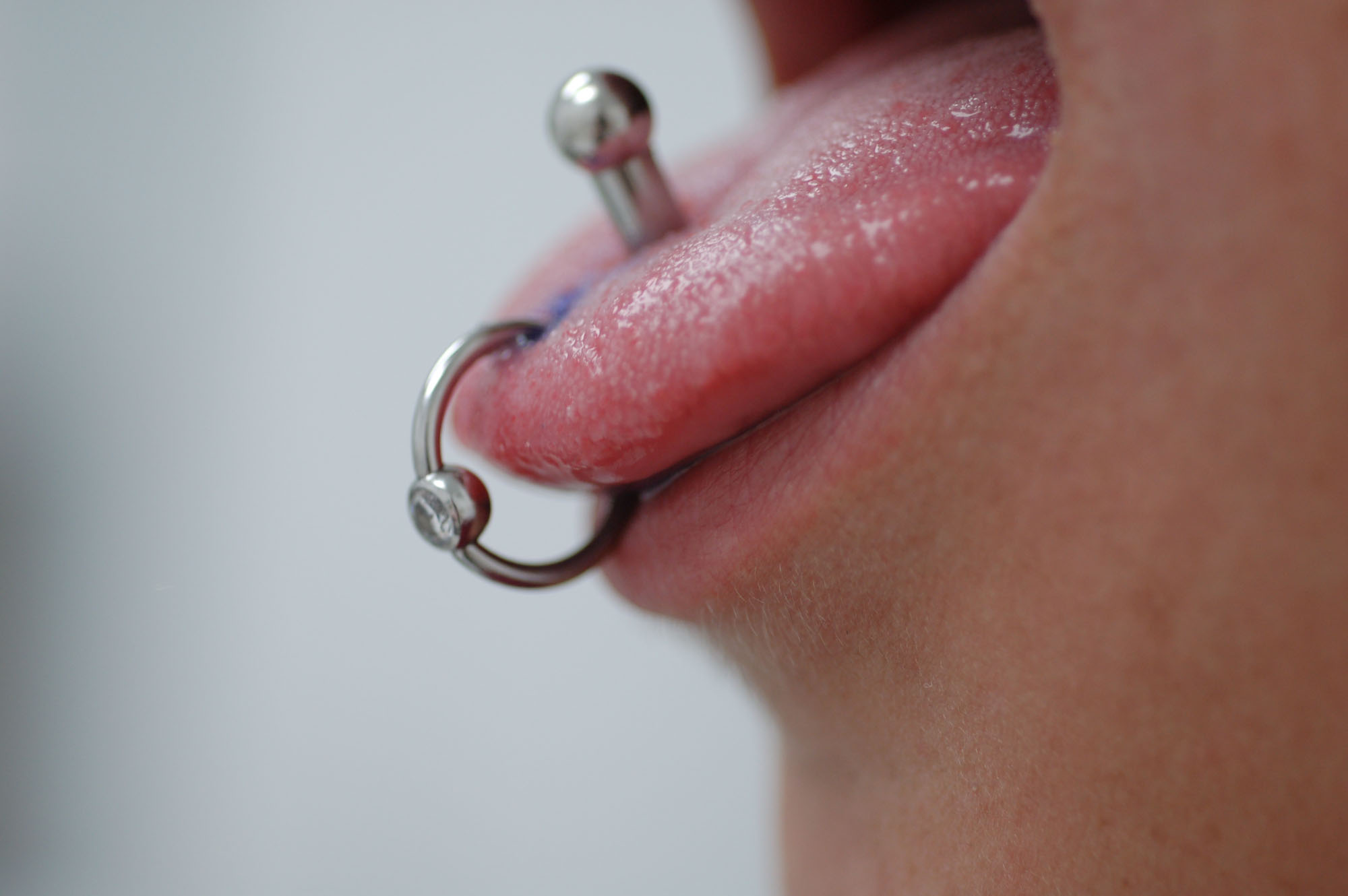
舌環

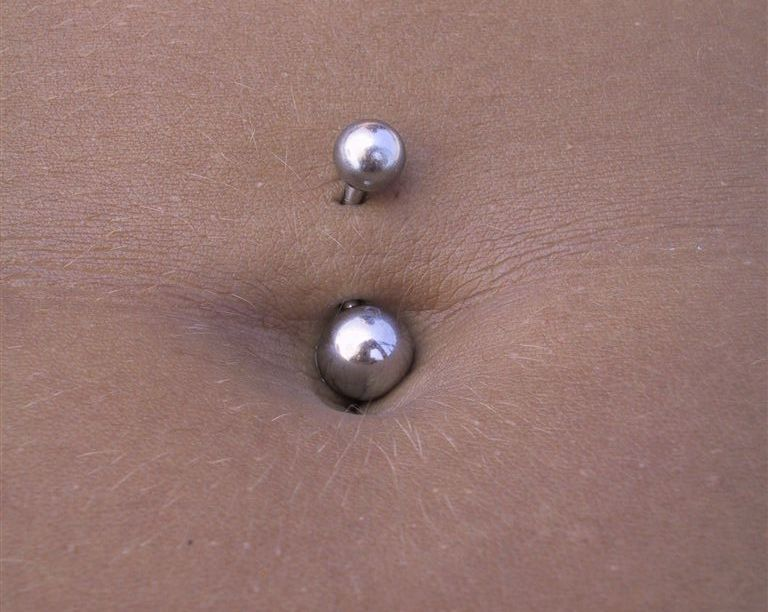
臍環

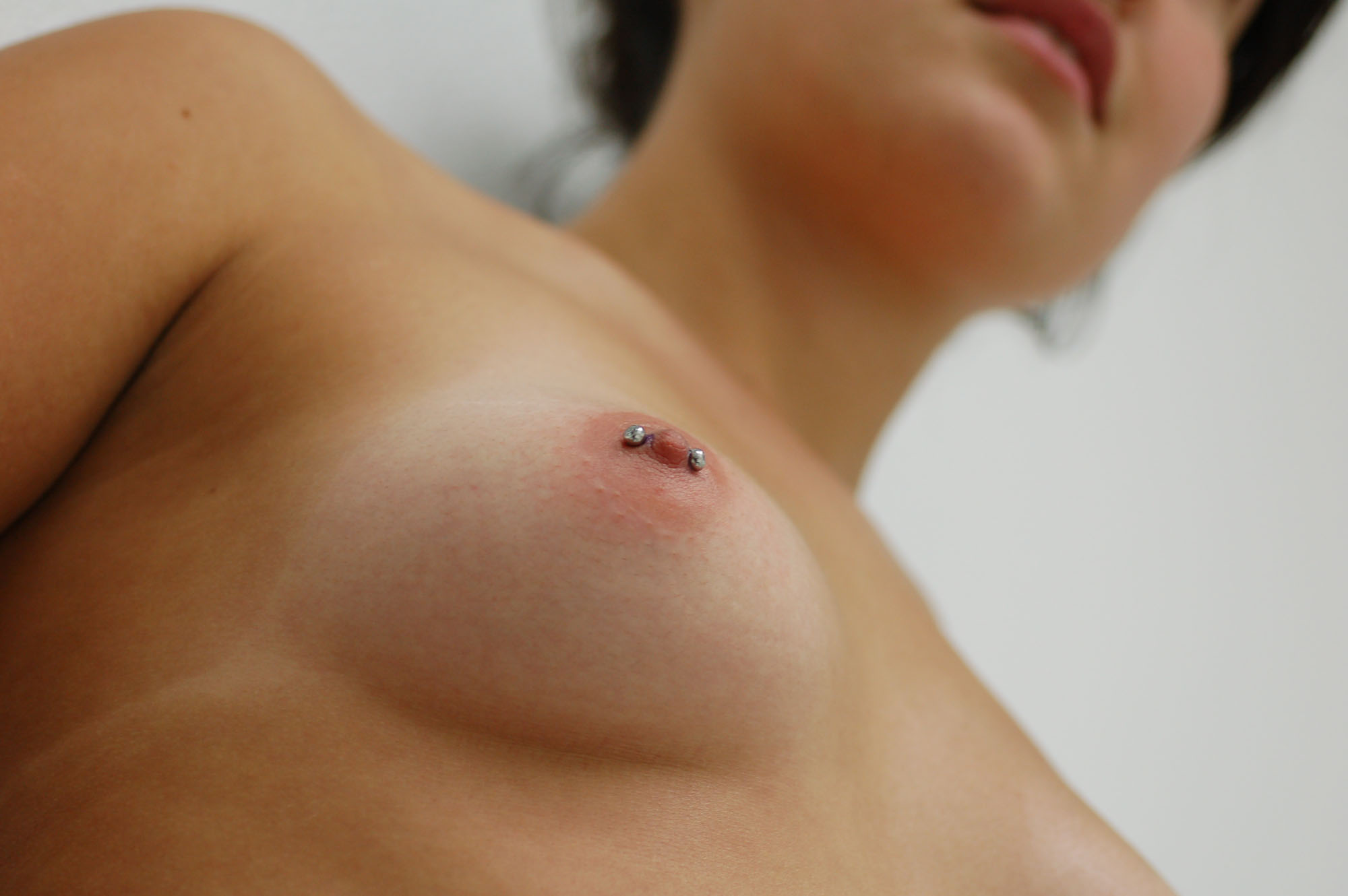
乳環

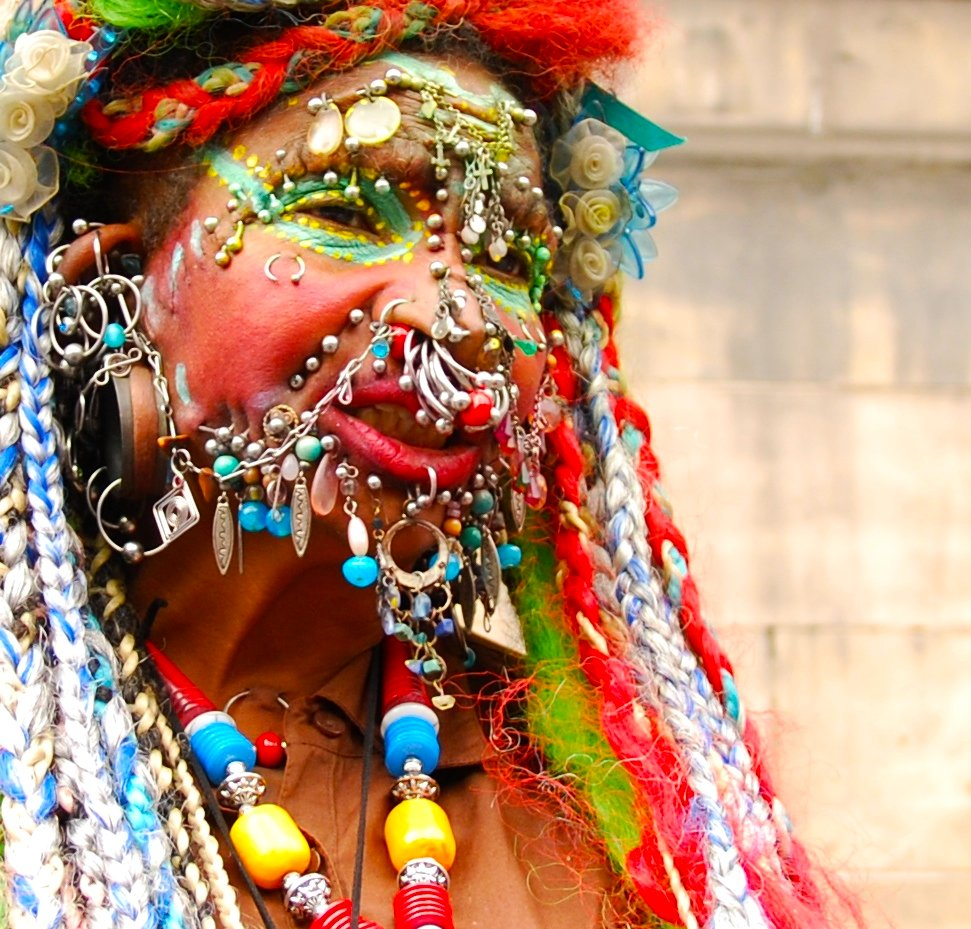
根據2001年健力士世界紀錄大全，身上共有720個穿洞的伊萊恩·戴維森。在2009年她身上的穿洞更增加到6,005個。

身體穿洞指在身上穿洞，常見有耳洞、鼻洞、臍洞等，再戴上飾物如耳環、鼻環、臍環等，在一些民族傳統中，穿洞或穿環是代表身份，亦有些是因為宗教或趨吉避凶而穿環。現代人則多為了美觀。有些人還會在眼眉附近、唇、舌頭等位置穿環（唇環、舌環）。亦有人為了美觀或性快感而於生殖器或敏感帶如阴唇、乳頭、阴茎穿環（陰環、乳環、屌環）。
若穿環的工具不潔，或傷口受细菌感染，會引起發炎症狀，可能會導致併發症，嚴重者甚至會死亡。受感染的情況尤其常見於舌頭、下體等有黏膜且經常接觸水份的位置，而穿舌環亦可能導致失去味觉。

## 資料來源
1. ↑  . Guinness World Records. 2001-08-09  [2011-05-03]. （原始内容存档于2010-12-16）.
2. ↑  . telegraph.co.uk. 2009-02-23  [2011-05-03]. （原始内容存档于2012-09-08）.
3. ↑  . haaretz.com. 2008-09-22  [2012-09-14]. （原始内容存档于2015-12-15）.